# Maximilià Enric de Baviera
Maximilià-Enric de Baviera (Múnic, 8 d'octubre de 1621 - Bonn, 3 de juny 1688) (en való Miyin-Hinri d'Bavire, en alemany Maximilian Heinrich von Bayern) va ser el príncep-arquebisbe de 1650 a 1688 de Colònia, coadjutor del seu oncle i predecessor Ferdinand de Baviera, de Hildesheim, de Lieja. El 1683 el bisbat i de Münster s'hi va afegir.
Durant la Guerra dels Trenta Anys va lluitar del costat dels catòlics i del rei de França contra els protestants. Va nominar Guillem-Egó de Fürstenberg com a coadjutor en preparació de la seva successió. Tot i això, qquan va morir, els altres electors i el clergat de Colònia no volien un aliat de França i van preferir un altre Wittelsbach, a Colònia, Josep Climent de Baviera, que six anys més tard, després de l'interregne de Joan Lluís d'Elderen (1688-1694) a Lieja, també va obtenir la seu del principat de Lieja.